# Tarquin le Superbe
Tarquin le Superbe (Lucius Tarquinius Superbus en latin), fils ou petit-fils de Tarquin l'Ancien et gendre de Servius Tullius, fut le septième et dernier roi de Rome. Il régna de 534 av. J.-C. au 24 février 509 av. J.-C., et mourut en 495 av. J.-C. Son règne est reconnu comme une tyrannie qui a justifié l'abolition de la monarchie.

## Problème historiographique
Le dernier roi de Rome fera figure de repoussoir, à la fois moral et politique. Cependant, l'histoire est écrite par les républicains et le renversement de la monarchie profita surtout aux patriciens de Rome. De nombreux historiens modernes discutent, en totalité ou en partie, l'historicité du récit du renversement de la royauté et de son remplacement par la République romaine,,.

## Biographie

### Jeunesse
Fils ou petit-fils de Tarquin l'Ancien, Lucius Tarquinius et son frère Arruns Tarquinius sont mariés aux filles du roi Servius Tullius. Celui-ci pensant ainsi se prémunir contre les risques de complot dont avait été victime son prédécesseur, Tarquin l'Ancien, qui avait été assassiné à l'instigation des fils dépossédés du roi Ancus Marcius.
Or, Tullia, l'ambitieuse épouse d'Arruns, ne tarde pas à tromper son paisible mari (au mépris de sa propre sœur) avec Lucius, son beau-frère. Ce ménage dure quelque temps, Tullia communiquant sa folle ambition au jeune Tarquin. Les deux époux encombrants disparaissent opportunément. Devenus libres, les deux amants maudits peuvent donc s'épouser, malgré la désapprobation du père/beau-père.

### Renversement de Servius Tullius
Poussé par sa femme, Tarquin entreprend alors de faire reconnaître ses droits sur le trône : il cherche appui auprès des sénateurs, puis forme une escorte de jeunes gens avec laquelle il envahit le forum. Il crée le tumulte puis s'assoit sur le trône du roi. Servius Tullius intervient, furieux. Pris de court, Tarquin le saisit par la taille et le jette au bas des marches, avant de le faire assassiner par ses gardes alors que Tullius rentre chez lui. Tite-Live raconte que, rentrant chez elle, Tullia aurait roulé sur le corps ensanglanté de son père avec son char à deux roues (carpentum),.

### Un véritable tyran
Maître du trône par un crime (534 av. J.-C.), c'est par des violences sans fin qu'il prétend s'y maintenir,,. Il commence par interdire qu'on ensevelisse son beau-père et élimine les sénateurs qui avaient soutenu Servius Tullius :

« Craignant que l'exemple qu'il avait donné en s'emparant injustement du pouvoir ne se retourne contre lui, il se fit accompagner d'une garde armée : c'est par un coup de force en effet qu'il avait acquis le pouvoir, sans passer par les suffrages populaires ou l'avis du Sénat. Il ne pouvait pas davantage espérer l'amour de ses sujets et ne devait compter que sur la terreur pour asseoir son autorité. Pour augmenter son effet, il instruisait seul et sans consulter personne les causes capitales ; sous ce prétexte, il tuait, envoyait en exil, condamnait à la confiscation des biens les suspects, ses ennemis ou même ceux dont il n'avait rien à attendre que les dépouilles.
Ses coups frappaient surtout le Sénat : il élimina beaucoup de membres et décida qu'ils ne seraient pas remplacés afin d'affaiblir l'ordre : privé de son prestige, il s'indignerait moins de n'être plus consulté sur rien »

— Tite-Live, Histoire romaine, I, 49.
Sans cesse en guerre contre les Latins, il élimine ses opposants par la ruse (Turnus Herdonius d'Aricie). Il triomphe des Volsques et s'empare de Suessa Pometia puis de Gabies sans coup férir, grâce à une ruse de son fils, Sextus Tarquin. Le roi fait alors la paix avec les Èques et renouvelle le traité avec les Étrusques. Il termine les grands travaux (Cloaca maxima, Circus Maximus, etc.), réorganise l'armée et construit sur le Capitole un temple dédié à Jupiter.

### Instauration de la République
Sextus Tarquin, aussi violent que son père, s'entiche de Lucrèce, femme d'un de ses parents et général, Tarquin Collatin, et la viole. Lucrèce s'étant suicidée de honte, Tarquin Collatin soulève le peuple avec l'aide de son cousin Lucius Junius Brutus, de son beau-père Spurius Lucretius Tricipitinus et de Publius Valerius Publicola,.

« VIII. - Lucius Tarquin le tyrannique, le septième et le dernier des rois, vainquit les Volsques, nation située à peu de distance de la Ville, sur la route de la Campanie. Il soumit la cité de Gabies et Suessa Pometia, fit la paix avec les Toscans, et construisit sur le Capitole un temple à Jupiter. Plus tard, au siège d'Ardée, cité située à dix-huit milles de la Ville, il perdit la couronne. En effet, son fils, un Tarquin lui aussi, Tarquin le Jeune, avait violé une femme de la plus haute noblesse, Lucrèce, la très vertueuse épouse de Collatin, et celle-ci, après s'être plainte de cette injure à son mari, à son père et à ses amis, s'était tuée sous leurs yeux. Pour la venger, Brutus, bien que parent lui-même de Tarquin, ameuta le peuple et ôta la royauté à Tarquin. Bientôt l'armée, qui sous les ordres du roi lui-même assiégeait la cité d'Ardée, abandonna elle aussi ce prince, et quand il vint pour entrer dans la Ville, il en trouva les portes fermées et s'en vit exclu. Après avoir exercé le pouvoir pendant vingt-cinq ans, il s'enfuit avec sa femme et ses enfants. Ainsi vit-on à Rome pendant deux cent quarante-trois ans sept rois se succéder, alors que Rome ne possédait encore qu'un empire s'étendant à peine, tout au plus, au quinzième milliaire. »

— Eutrope, Abrégé de l'histoire romaine (traduction de Maurice Rat)
Le roi et sa famille, chassés de Rome, se réfugient en Étrurie et la République est proclamée en 509 av. J.-C. Selon Tite-Live : « Rome était désormais libre. » Sextus Tarquin meurt assassiné à Gabies peu après.
La fête romaine antique Regifugium, ou Fugalia, célébrait cette destitution le 24 février.

### Tentatives de reprise du pouvoir
Un de ses autres fils s'entretue avec Brutus peu de temps après, et Tarquin est défait lors de cette bataille,,. L'année suivante, il convainc le roi de Clusium de marcher sur Rome, mais Porsenna renonce devant les exploits des Romains. Quelques années plus tard, avec son gendre Octavius Mamilius, commandant des Latins, il est une nouvelle fois défait à la bataille du lac Régille, et se retire à Cumes, où il meurt vers 495 av. J.-C., et fait de son hôte Aristodème son héritier.

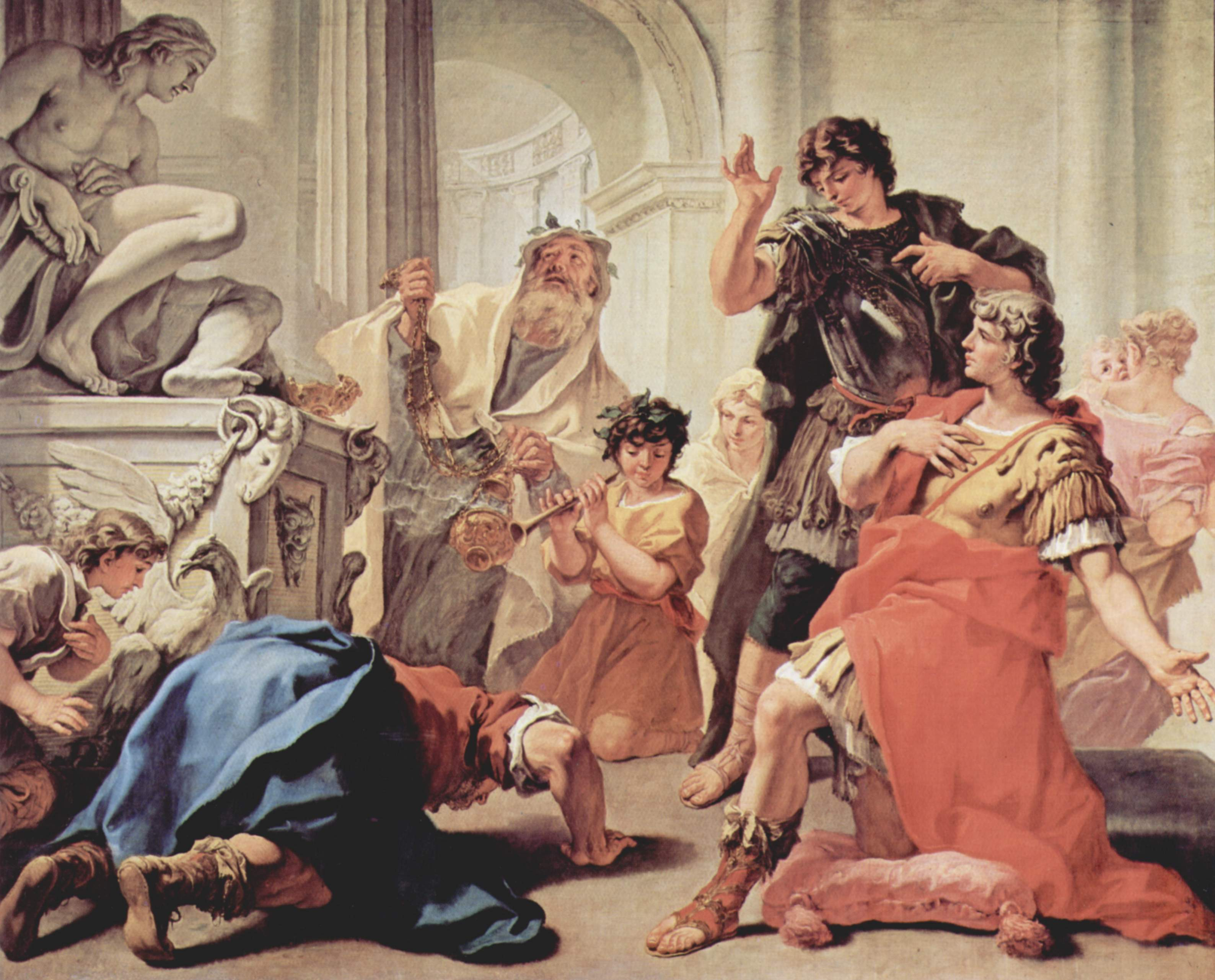
Brutus avec Titus et Arruns Tarquin consultent l’oracle de Delphes
Sebastiano Ricci, 1700-1704
Padoue, Museo civico

Sebastiano Ricci en 1700-1704, représente l'histoire racontée par Tite-Live de l'oracle consulté par ses fils. « Un serpent était sorti inexplicablement d’un pilier du palais royal. Brutus accompagne ses cousins Titus et Arruns fils de Tarquin à Delphes, afin de consulter l’oracle sur le récent prodige. Une fois la question posée, les fils de Tarquin interrogent à nouveau l’oracle pour savoir lequel parmi les fils du Superbe lui succèderait. L’oracle déclare que le trône reviendrait à celui qui, le premier, embrasserait sa mère. Sextus Tarquin n’étant pas présent, les frères se jurent le secret. Alors Brutus, ayant interprété à sa manière l’oracle, trébuche volontairement et embrasse le sol, accomplissant sans le dire l’oracle : la terre est la mère commune des hommes… » Ce tableau est conservé au musée municipal de Padoue.

## Un autre récit
Plutarque donne dans ses Vies parallèles une brève description du règne de Tarquin le Superbe dans l'introduction au livre consacré à Publicola et aux évènements qui marquent la fin de la royauté et le début de la république.

« Tarquin le Superbe n'avait pas acquis le pouvoir par des voies honorables, mais au mépris de la piété et des lois ; il ne l'exerça pas comme doit le faire un roi, mais avec l'insolence d'un tyran. Le peuple le trouvait odieux et détestable ; il prit occasion, pour se révolter, du malheur subi par Lucrèce, laquelle avait été violée et s'était suicidée. Lucius Brutus, qui avait décidé de changer de régime politique, alla aussitôt trouver Valérius, et avec son soutien le plus ardent, il chassa les rois. »

— Plutarque, Vies parallèles, Publicola, I, 3

## Historicité
Si les quatre premiers rois de Rome que cite Tite-Live relèvent de la légende, Tarquin le Superbe fut, à l'instar de Tarquin l'Ancien, fort probablement un personnage ayant réellement existé et ayant bien été roi de Rome. Nous pouvons situer son règne à la fin du VIe siècle av. J.-C., mais la durée exacte de celui-ci reste inconnue. 
Paul Martin défend la thèse que Tarquin le Superbe est le successeur direct de Servius Tullius. En effet, le règne de ce dernier marque une sorte d'entracte dans la dynastie des Tarquins, Servius Tullius étant à l'origine un guerrier natif de Vulci ayant renversé un certain Cnæus Tarquin, roi de Rome, vers le milieu du VIe siècle av. J.-C., pour devenir à son tour roi de la cité. Il est fort probable que ce roi fut assassiné par son successeur, un Tarquin, qui prit le pouvoir, restaurant ainsi la dynastie sur le trône de Rome. Pour Paul Martin, cet assassin n'est autre que Tarquin le Superbe, ce qui est possible, mais rien ne vient prouver cela. Le débat reste ouvert.
Le règne de Tarquin le Superbe fut marqué par une forte personnalisation du pouvoir et une volonté du roi de se présenter comme le nouvel Hercule, ce qui participa sans doute à l'image négative que la noblesse traditionnelle romaine avait de lui. Il est également probable que Porsenna, roi de Clusium, une cité étrusque, ait brièvement exercé la royauté à Rome à la suite du renversement de Tarquin le Superbe en 509 av. J.-C. La tradition mêle donc légende et réalité historique.
En ce qui concerne le renversement de royauté, l'historien britannique Tim Cornell a émis une théorie sur la réalité historique des événements : Tarquin le Superbe a bien été renversé par une révolution de palais, ouvrant une période d'instabilité politique. La transition entre monarchie et république ne s'est donc pas faite du jour au lendemain. Porsenna en aurait profité pour prendre Rome et peut-être en devenir brièvement le roi, avant d'être contraint d'abandonner la ville après sa défaite contre les Latins à Aricie. De son côté, Tarquin le Superbe, réfugié à Tusculum, aurait échoué à reprendre son trône à la bataille du lac Régille en 499 av. J.-C. (datation de Tite-Live). Il s'exile à Cumes, en Grande-Grèce, où il meurt en 495 av. J.-C.